# نهائي كأس رابطة الأندية الإنجليزية المحترفة 1995
نهائي كأس رابطة الأندية الإنجليزية المحترفة 1995 هي المباراة النهائية من منافسة كأس رابطة الأندية الإنجليزية المحترفة 1994–95، أقيمت المباراة في 2 أبريل 1995، في ملعب ويمبلي، بين فريقي نادي ليفربول، وبولتون واندررز، وفاز فيها نادي ليفربول، بعد أن هزم بولتون واندررز، بنتيجة 2 - 1، وكان حكم المباراة فيليب دون.

## تفاصيل المباراة
لعبت المباراة النهائية في 2 أبريل 1995.
| نادي ليفربول | 2 -1 | بولتون واندررز |
| ------------ | ---- | -------------- |
|              |      |                |